# Рудь Марія Валеріївна
Марі́я Вале́ріївна Рудь (нар. 25 листопада 1992, Дніпро) — українська бадмінтоністка, призерка міжнародних змагань, володарка Кубка України 2014 року.

## Життєпис
Бадмінтоном почала займатись з 2003 року. Тренер — Михайло Мізін. З 2004 року виступала за дніпропетровський СК «Метеор».
На юніорському чемпіонаті Європи 2011 року в Вантаа (Фінляндія) здобула бронзу в командному заліку.
2014 року в парній жіночій категорії разом з Марією Улітіною здобула Кубок України з бадмінтону.

## Досягнення

### BWF International Challenge/Series
Жіноча парна категорія
| Рік  | Турнір            | Партнер         | Суперник                       | Рахунок                | Результат  |
| ---- | ----------------- | --------------- | ------------------------------ | ---------------------- | ---------- |
| 2014 | Харків Інтернешнл | Юлія Казарінова | Наталія Войцех Єлизавета Жарка | 8–11, 7–11, 11–6, 7–11 | Фіналістка |

     турнір BWF International Challenge
     турнір BWF International Series
     турнір BWF Future Series